# توره سانتا سوزانا
توره سانتا سوزانا (به ایتالیایی: Torre Santa Susanna) یک کومونه در ایتالیا است که در استان بریندیزی واقع شده‌است. توره سانتا سوزانا ۵۵ کیلومتر مربع مساحت و ۱۰٬۶۰۱ نفر جمعیت دارد و ۷۲ متر بالاتر از سطح دریا واقع شده‌است.